# Fiorde de Porsanger

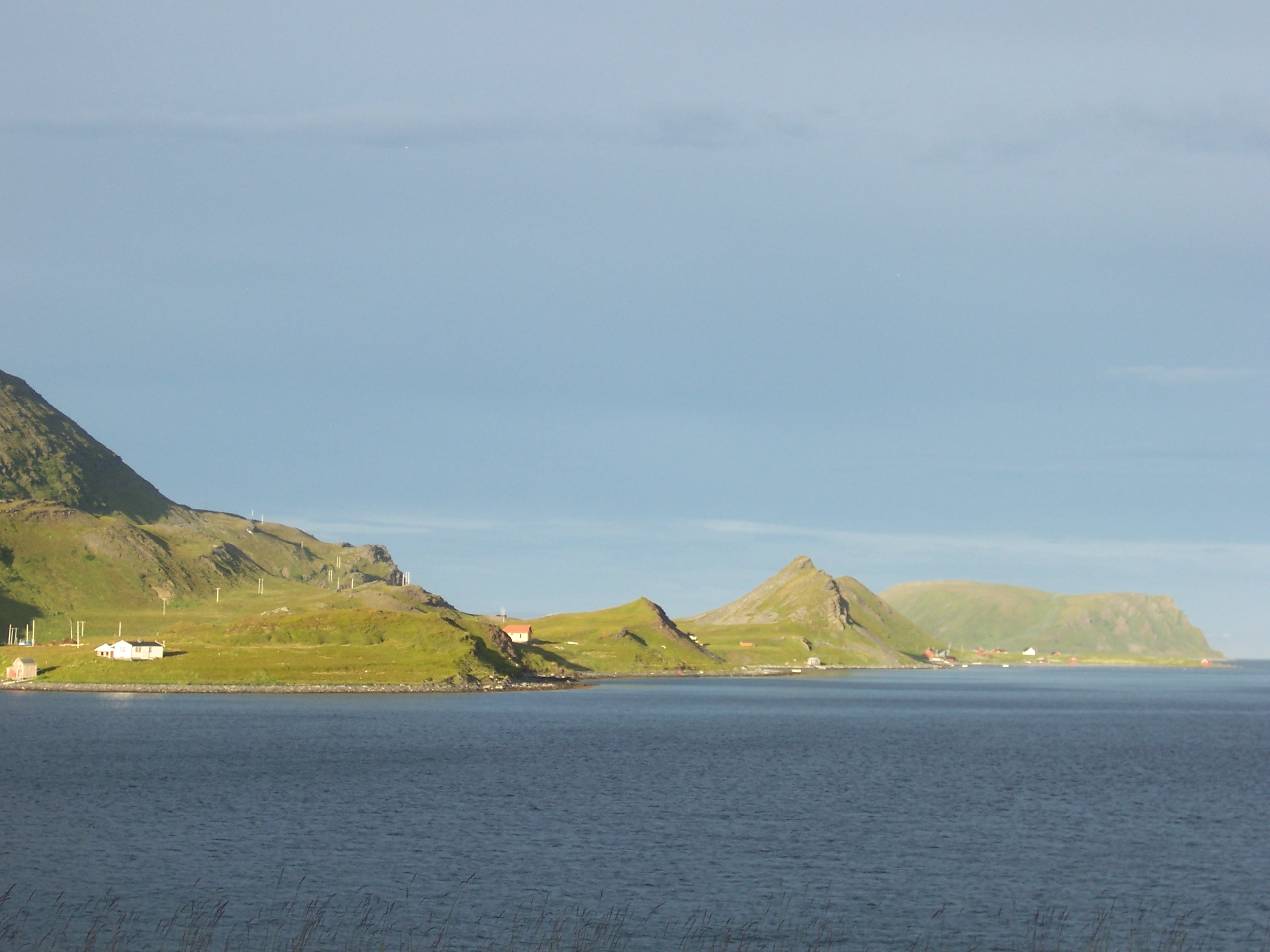
Margem ocidental do fiorde de Porsanger

O Fiorde de Porsanger (em norueguês:  Porsangerfjorden) é um fiorde na Noruega. Com 123 km de comprimento é o 4.º maior fiorde do país.
Está situado na costa do Oceano Glacial Ártico, abrangendo as comunas de Nordkapp e Porsanger, na província de Finnmark. 

A pequena cidade norueguesa de Lakselv fica na parte interior do fiorde.